# Phoneyusa chevalieri
Phoneyusa chevalieri là một loài nhện trong họ Theraphosidae.
Loài này thuộc chi Phoneyusa. Phoneyusa chevalieri được Eugène Simon miêu tả năm 1906.